# Sacra conversazione

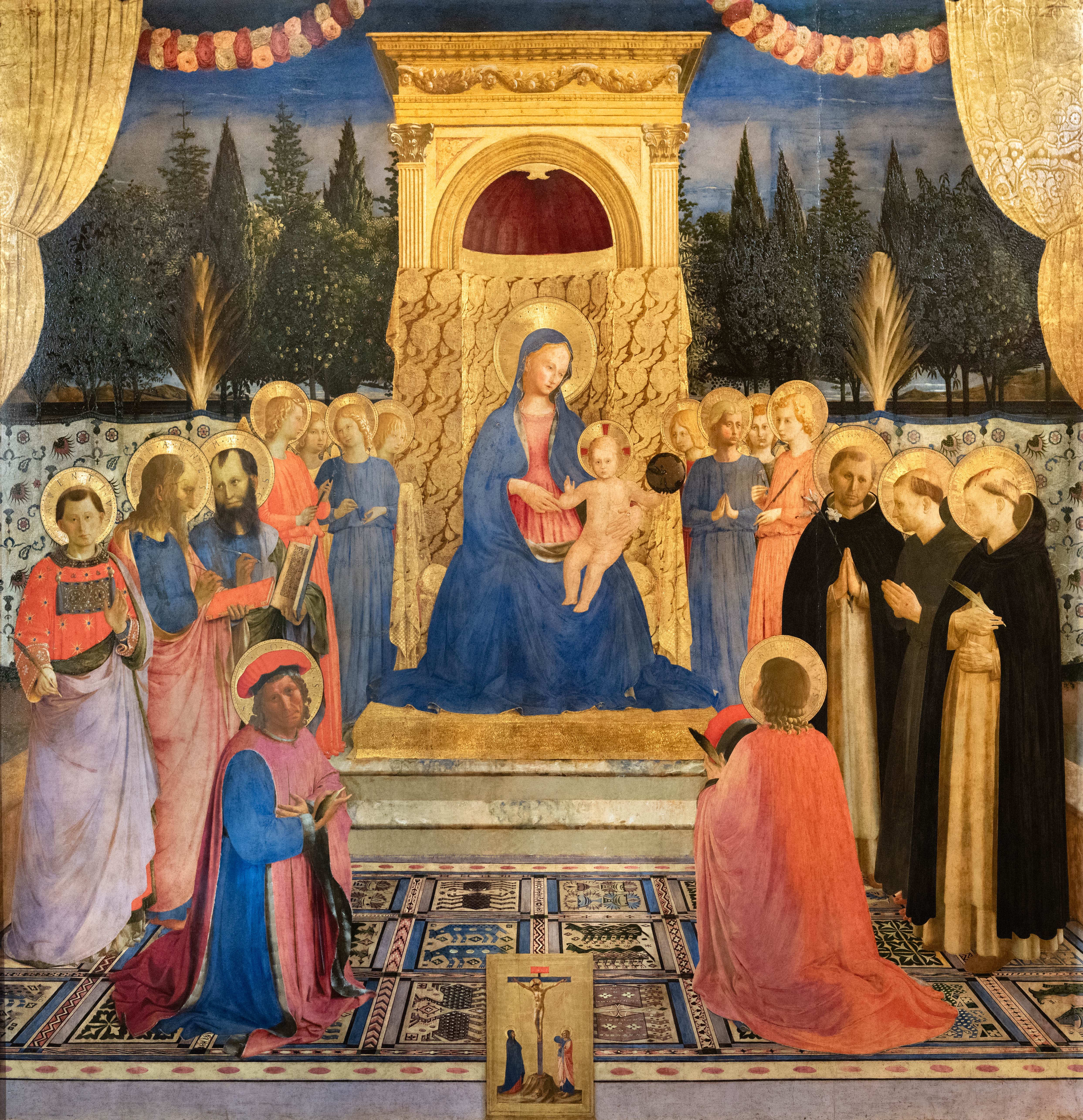
Retaule di San Marco, de Fray Angelico, 1440

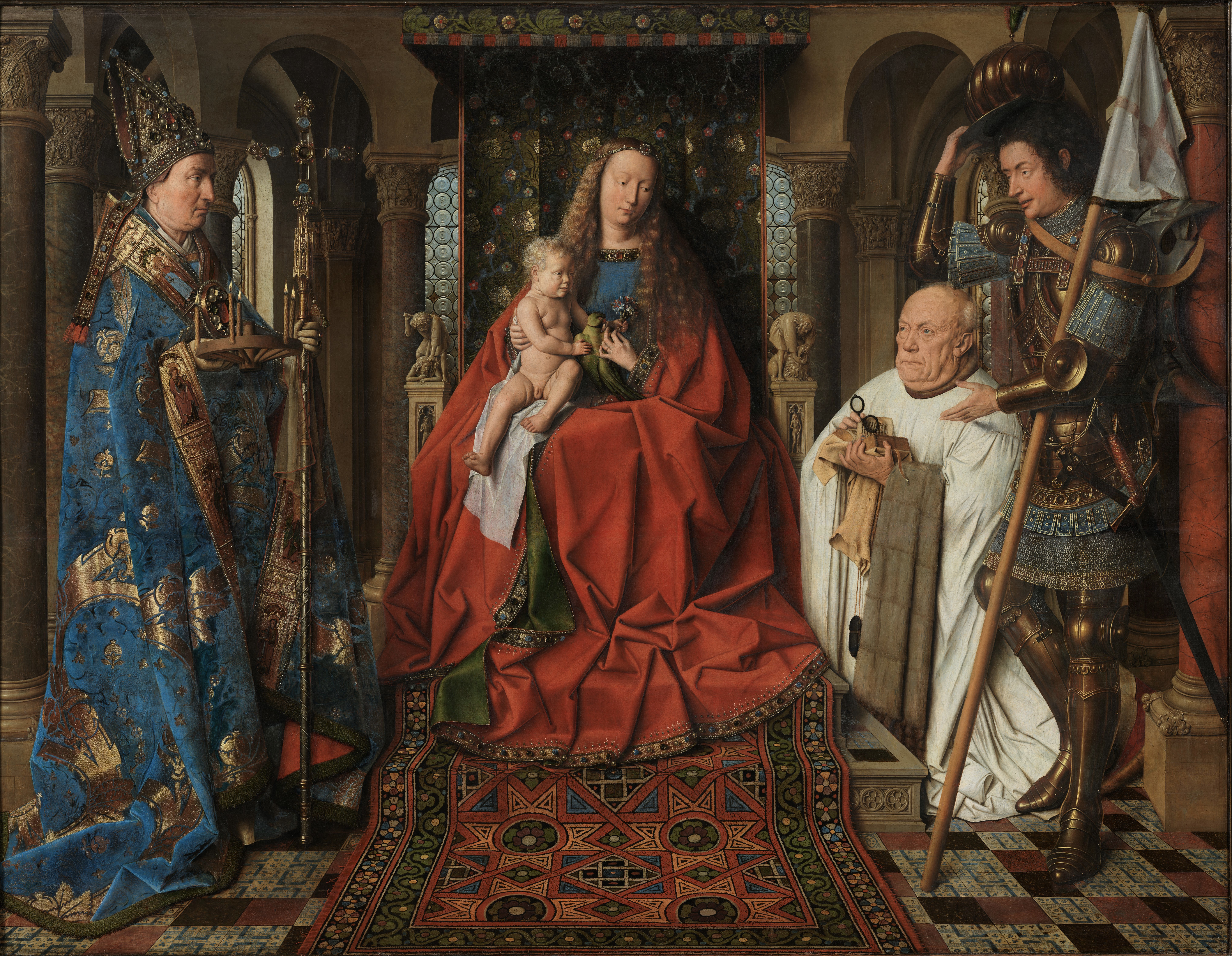
La Mare de Déu del canonge Van der Paele, de Jan van Eyck, 1436

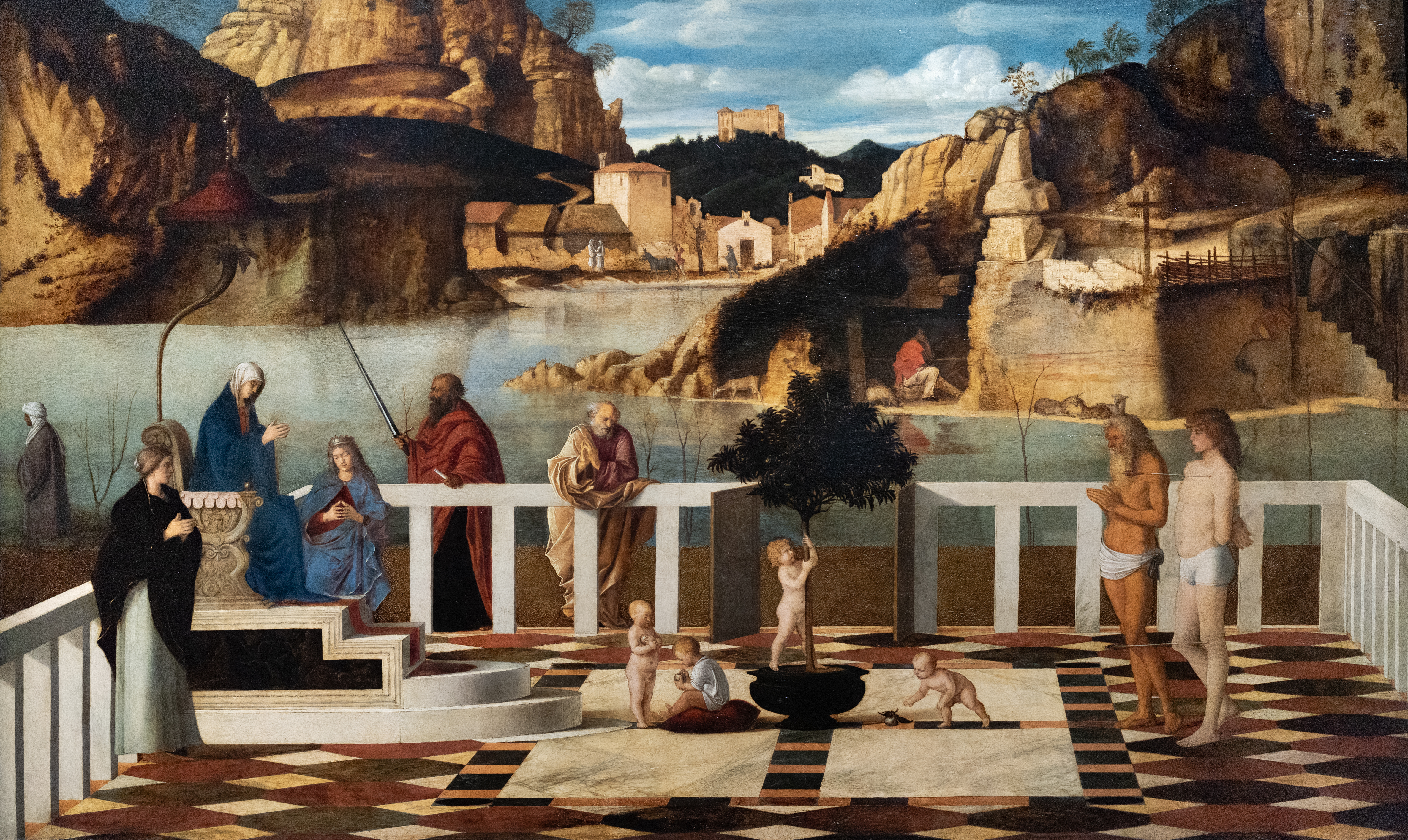
Al·legoria cristiana, de Giovanni Bellini, 1490

Sacra conversazione (sagrada conversa en italià) és un gènere pictòric dins de la pintura religiosa i molt habitual a partir del Renaixement, amb el quattrocento italià i els primitius flamencs. Sota aquesta convenció, es representa a la Madonna (Mare de Déu amb el Nen Jesús) acompanyada d'alguns sants amb qui manté una relació informal amb poses fins a cert punt relaxades, no hieràtiques com era habitual a la pintura medieval, i en una escena conjunta, en comptes d'en escenes separades (encara que poden ocupar taules diferents dins d'un políptic). Malgrat l'ús del terme conversa, els personatges no apareixen parlant, sinó en actitud silenciosa. La raó teològica és que tots ells estan gaudint de la glòria, i poden imaginar-se mantenint un col·loqui sobre temes religiosos.
També sol representar-se el comitent (el que encarrega i paga la peça) o donant (quan l'encàrrec és una donació a una institució religiosa), habitualment en una posició subordinada i agenollat, com a orante. És característica la ubicació de l'escena en un entorn arquitectònic o sota un dosser, que cobreix al tron en el qual es troben la Mare de Déu i el Nen.
Els primers exemples van ser: a Itàlia el Retaule d'Annalena i el Retaule de Sant Marc del Beat Angelico (entre 1430 i 1440), i a Flandes La Mare de Déu del canonge Van der Paele de Jan van Eyck (1436). Molt a prop en el temps, el Retaule Barbadori de Filippo Lippi (1437-1438) i el Retaule de Santa Llúcia de Domenico Veneziano (1445); i la Mare de Déu del Medici del flamenc Rogier van der Weyden (1450).

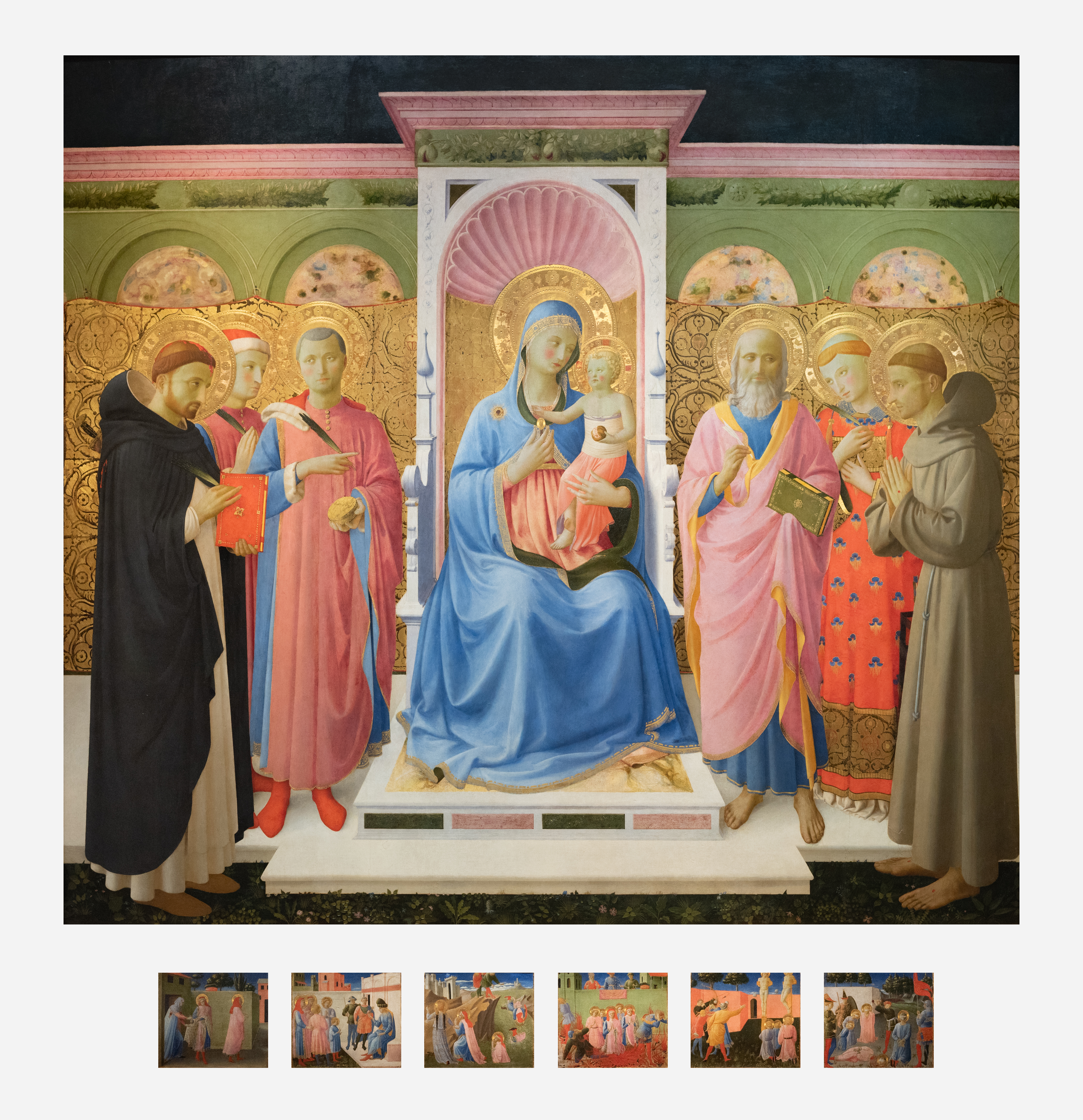
Retaule d'Annalena, de Fra Angelico, ca. 1430-1440.
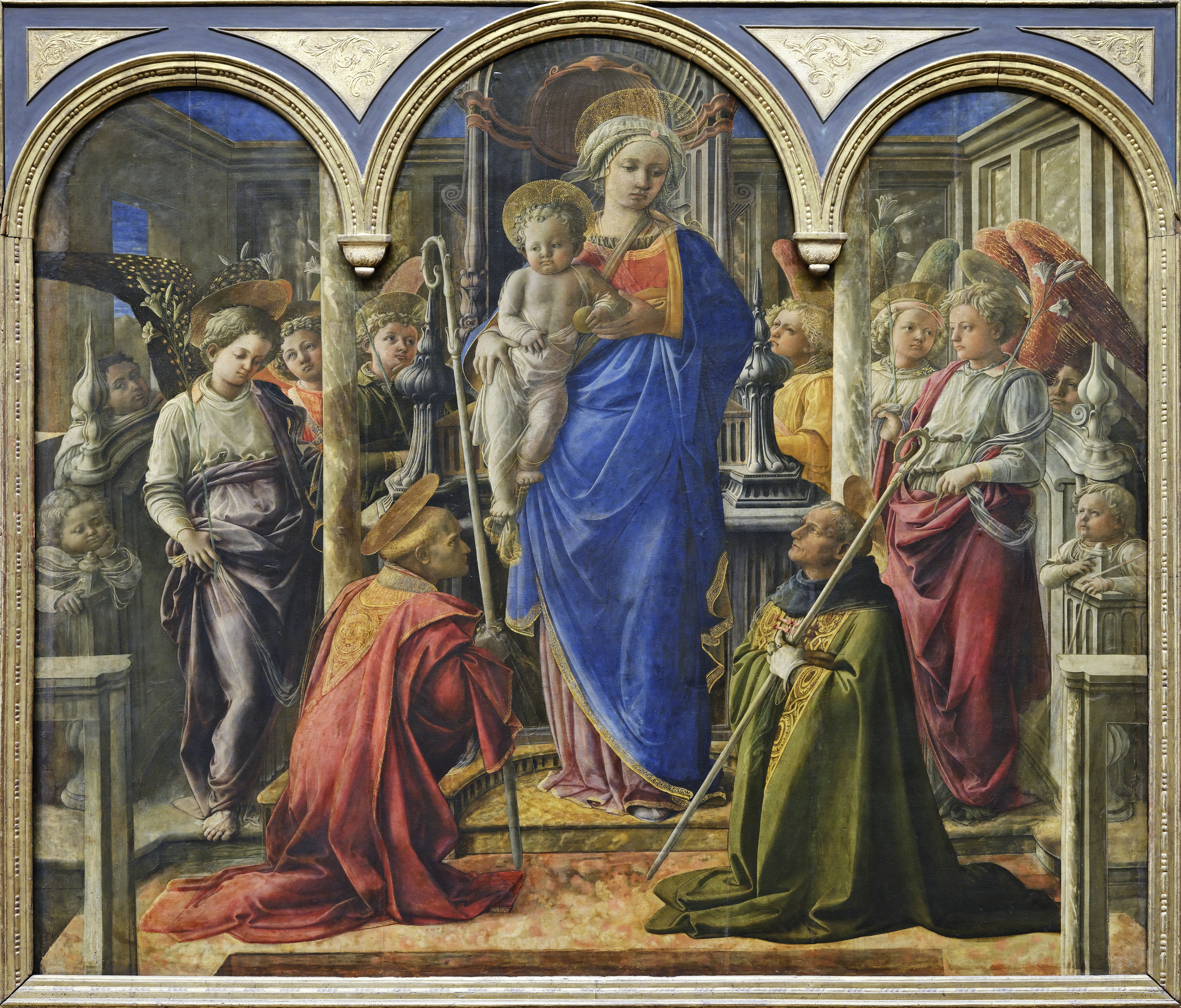
Retaule Barbadori, de Filippo Lippi, 1437-1438.
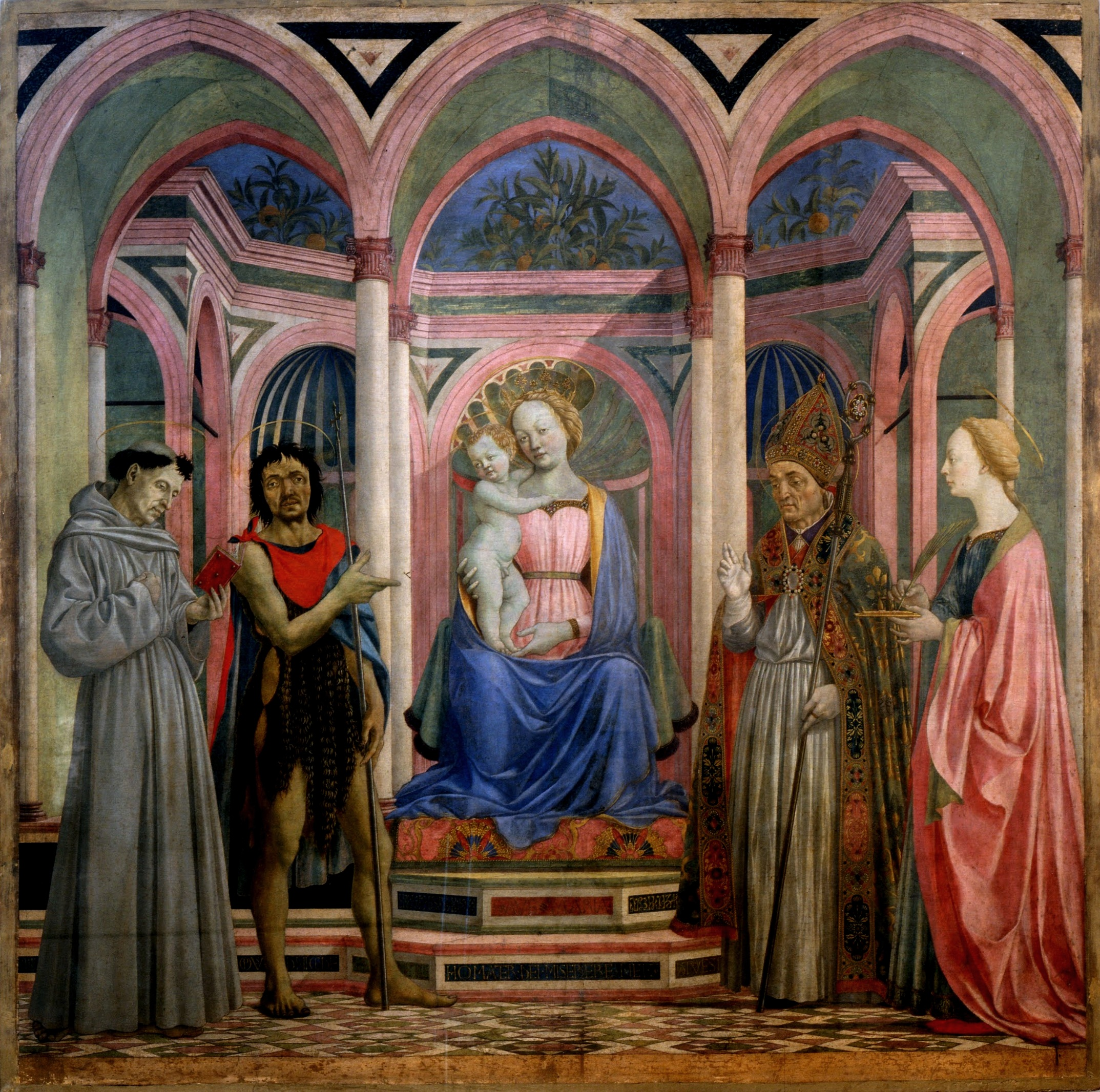
Retaule de Santa Llúcia de Domenico Veneziano, c. 1445.
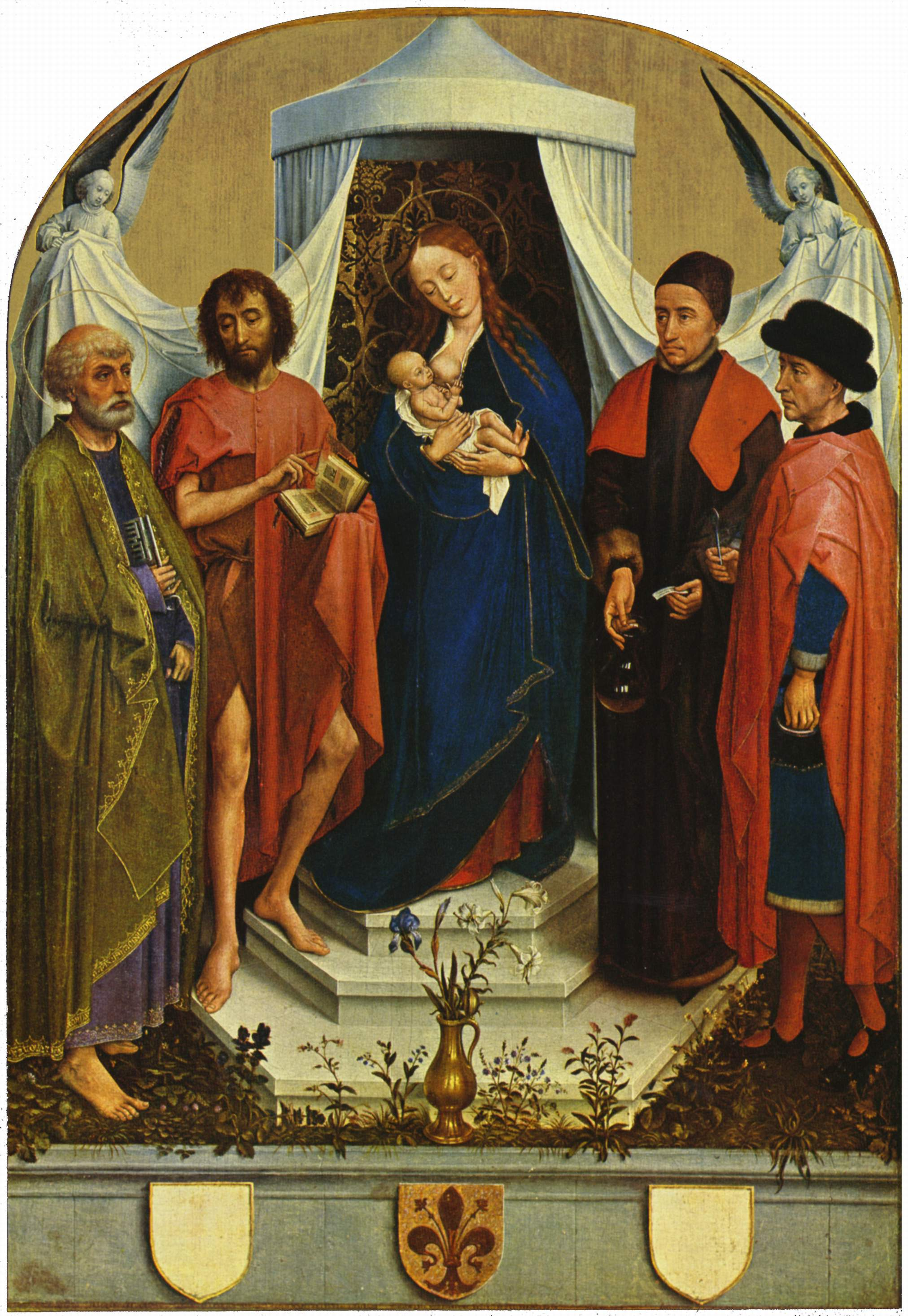
Mare de Déu del Medici, Maria amb el Nen i Sant Pere, Sant Joan, Sant Cosme i Sant Damià, de Rogier van der Weyden, c. 1450.

Altres, de finals del segle xv, són la de Piero della Francesca (Retaule de Brera, 1472), la d'Antonello da Messina (Retaule de Sant Casià, 1475-1476), les de Giovanni Bellini (Retaule de Sant Giobbe, Tríptic Frari, Al·legoria cristiana) o la de Sandro Botticelli (Retaule de Sant Bernabé, 1490).

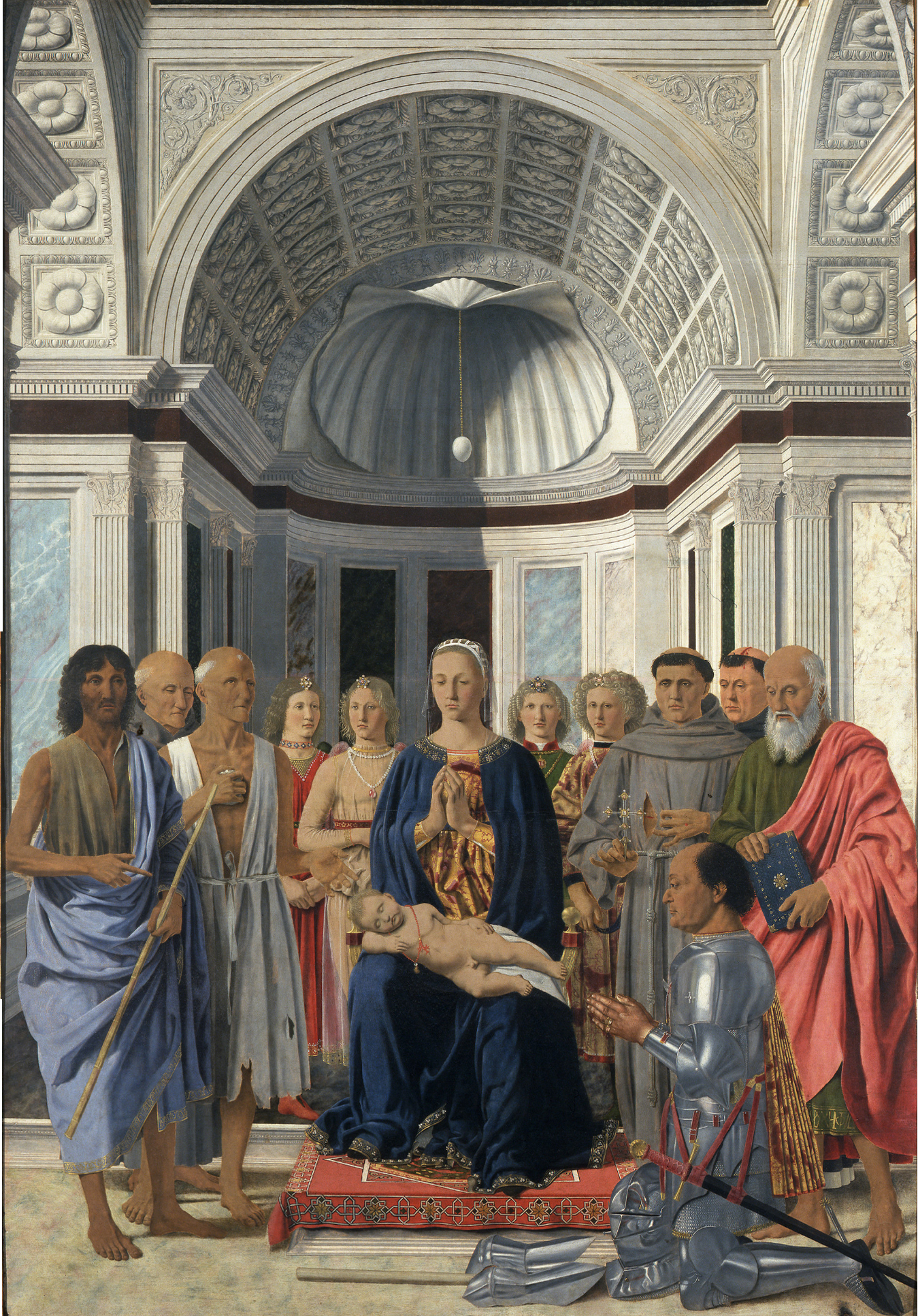
Retaule de Brera, de Piero della Francesca, 1472.
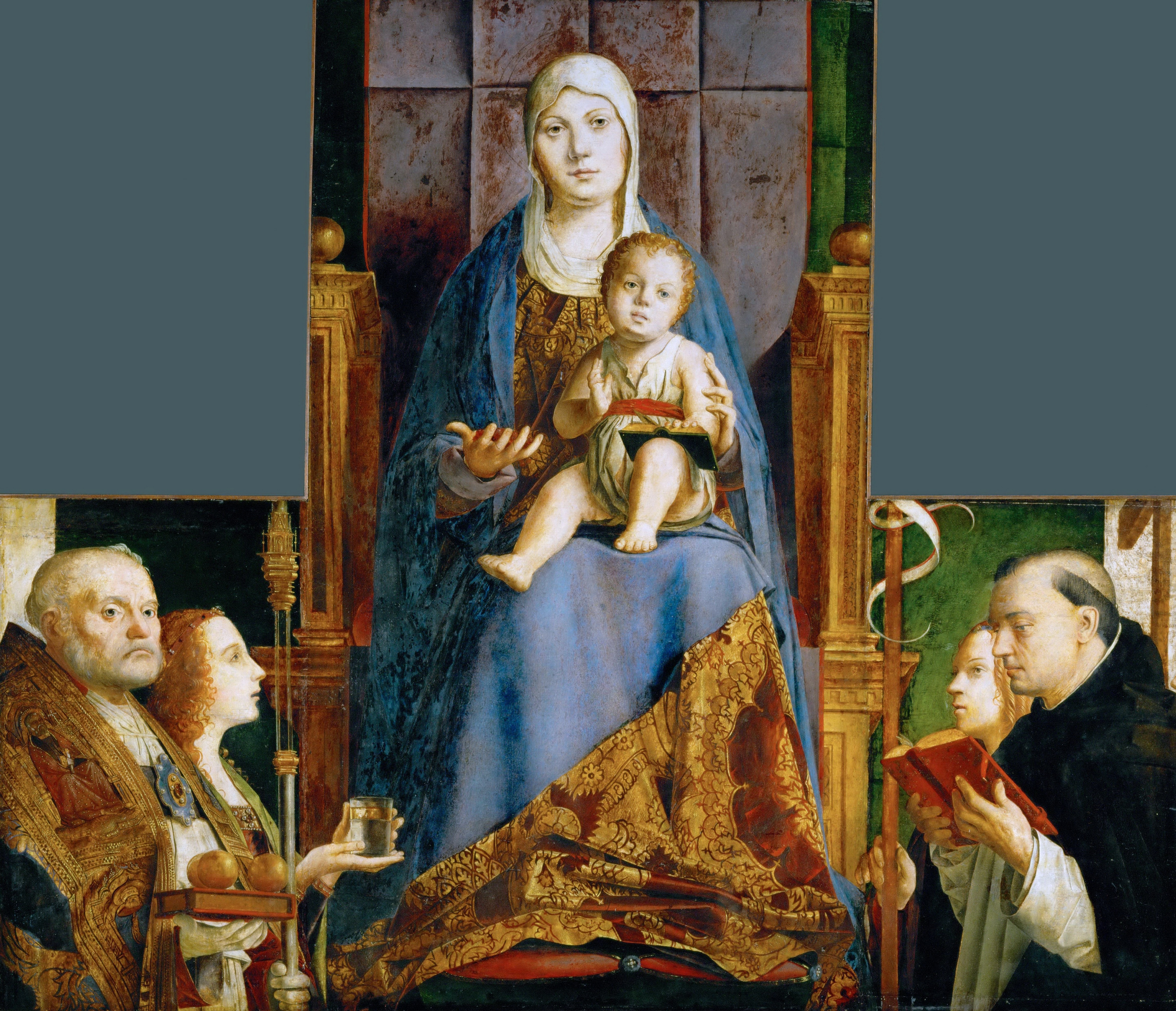
Retaule de Sant Casià, d'Antonello da Messina, 1475-1476.
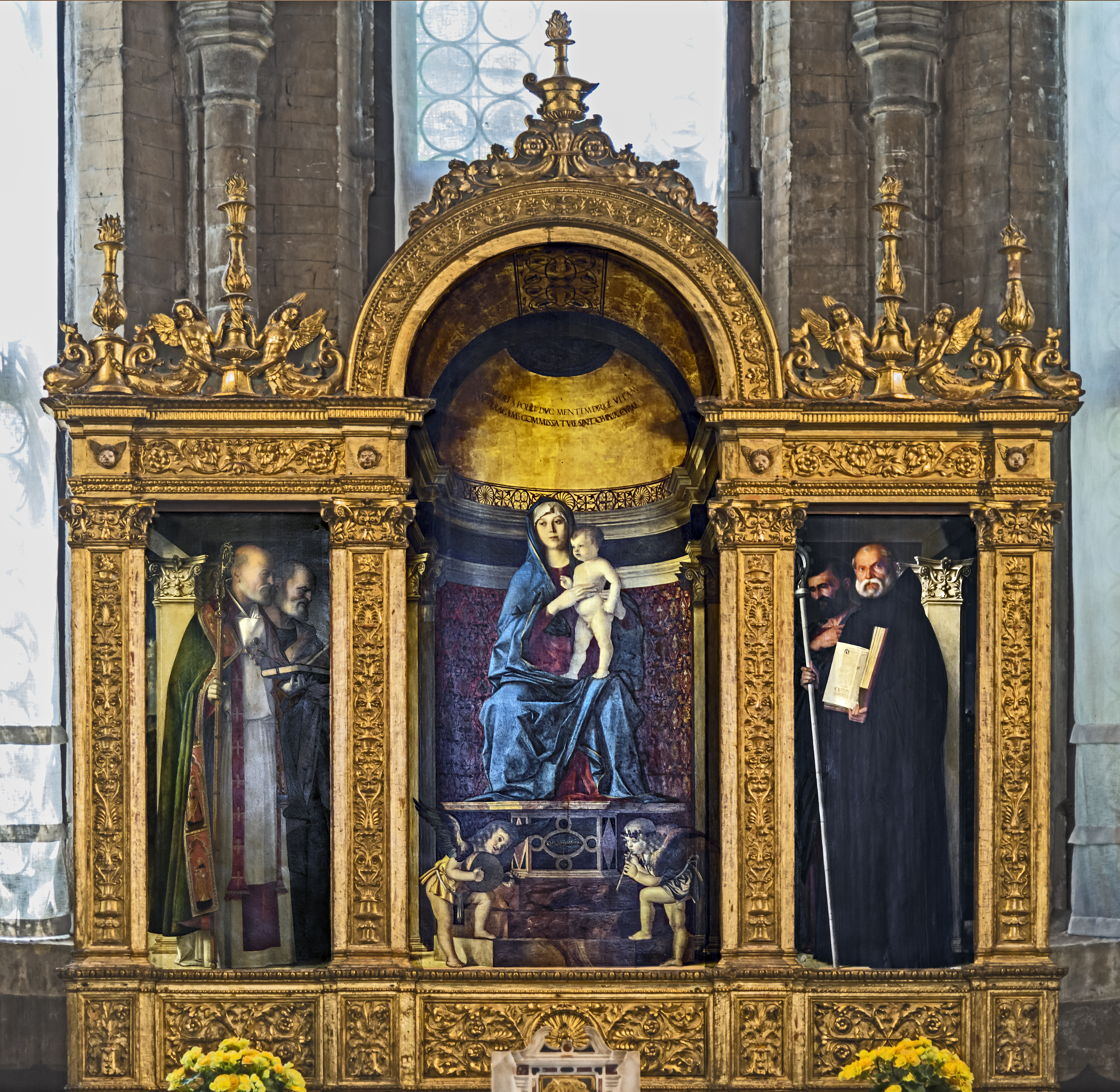
Tríptic Frari, de Giovanni Bellini, 1488.
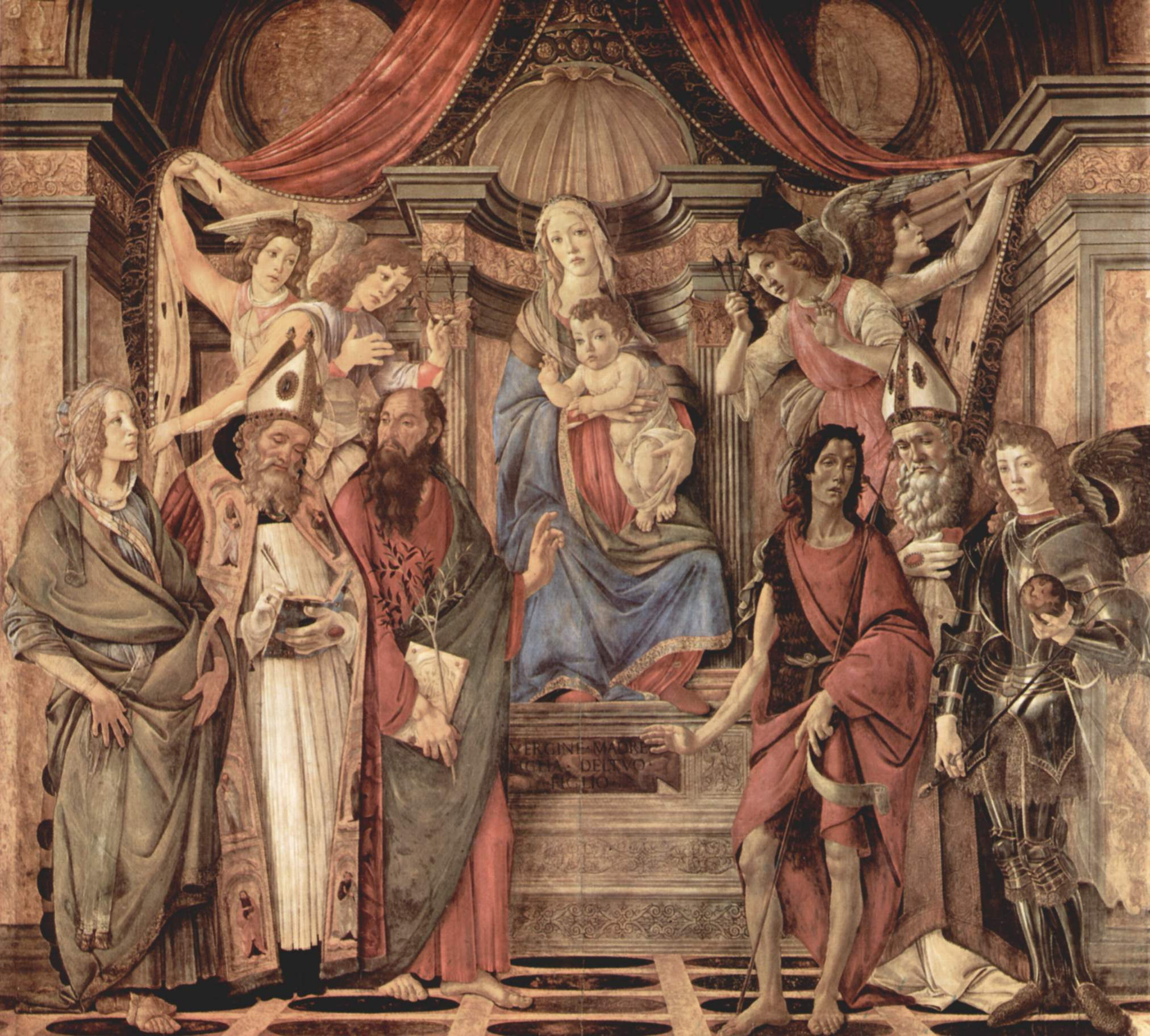
Retaule de Sant Bernabé, de Sandro Botticelli, 1490.

Ja en el Cinquecento, el gènere va continuar sent utilitzat pels principals artistes, tant de l'Alt Renaixement com del manierisme.

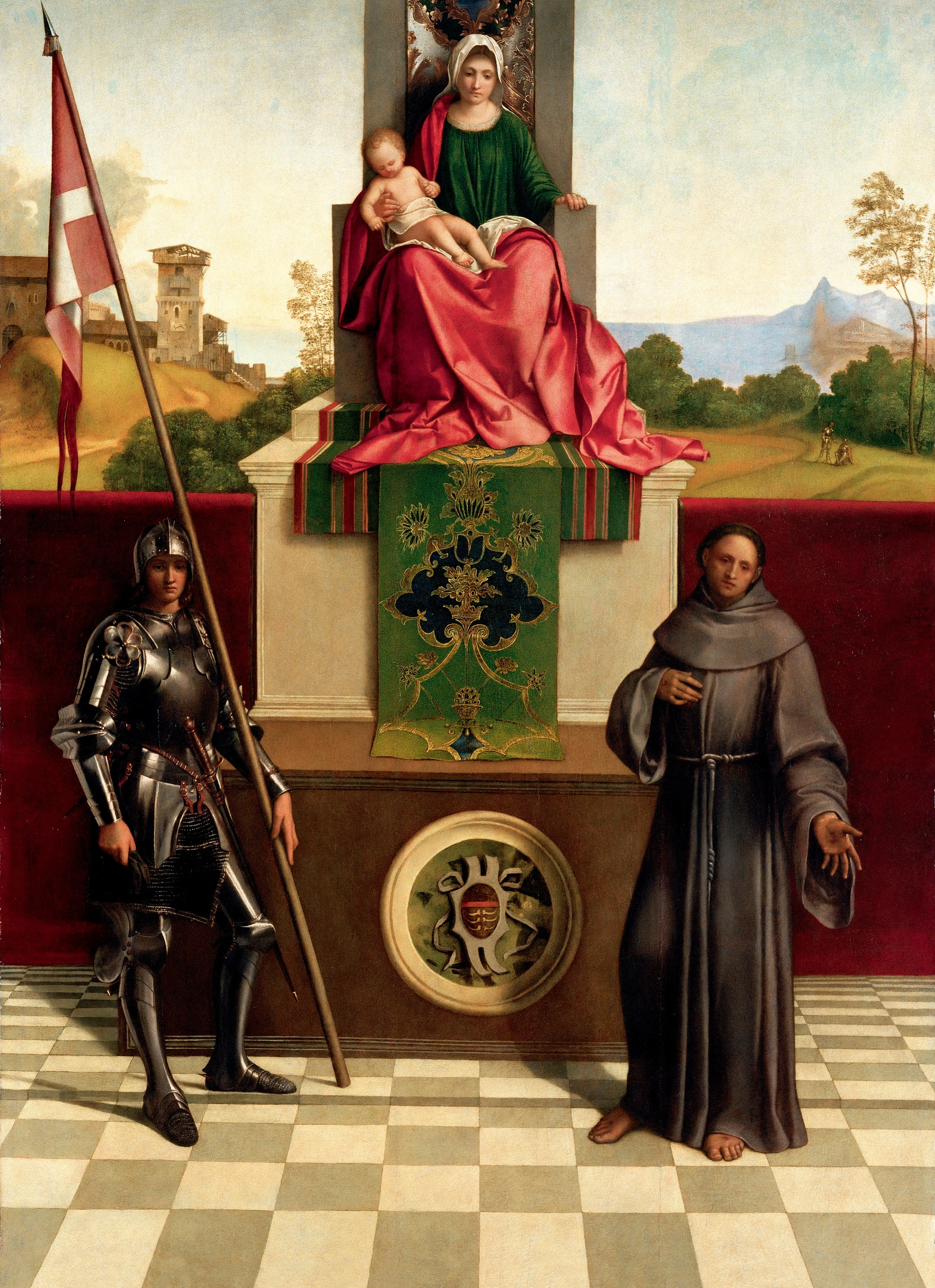
Retaule de Castelfranco, de Giorgione, 1505.
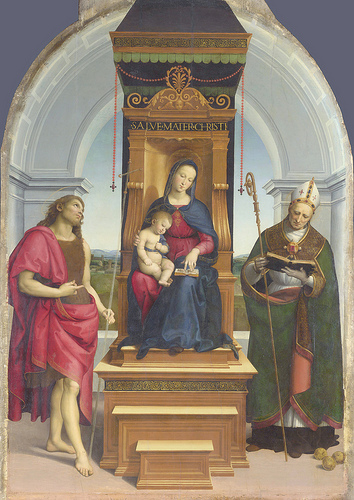
Retaule Ansidei, de Raffaello Sanzio, 1505.
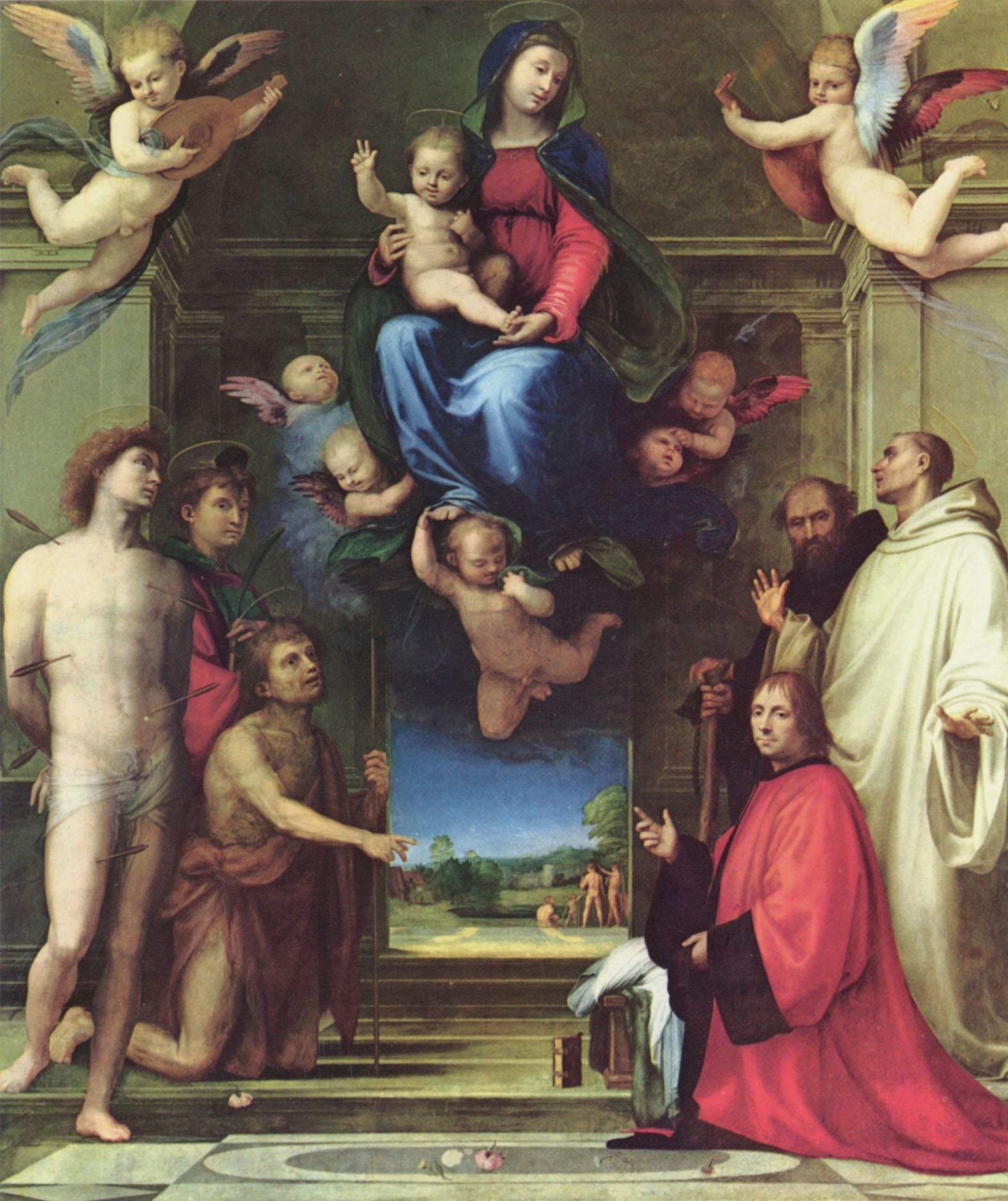
Madonna amb sants i el donant Jean Carandollet, de Fra Bartolomeo, 1511-1512.
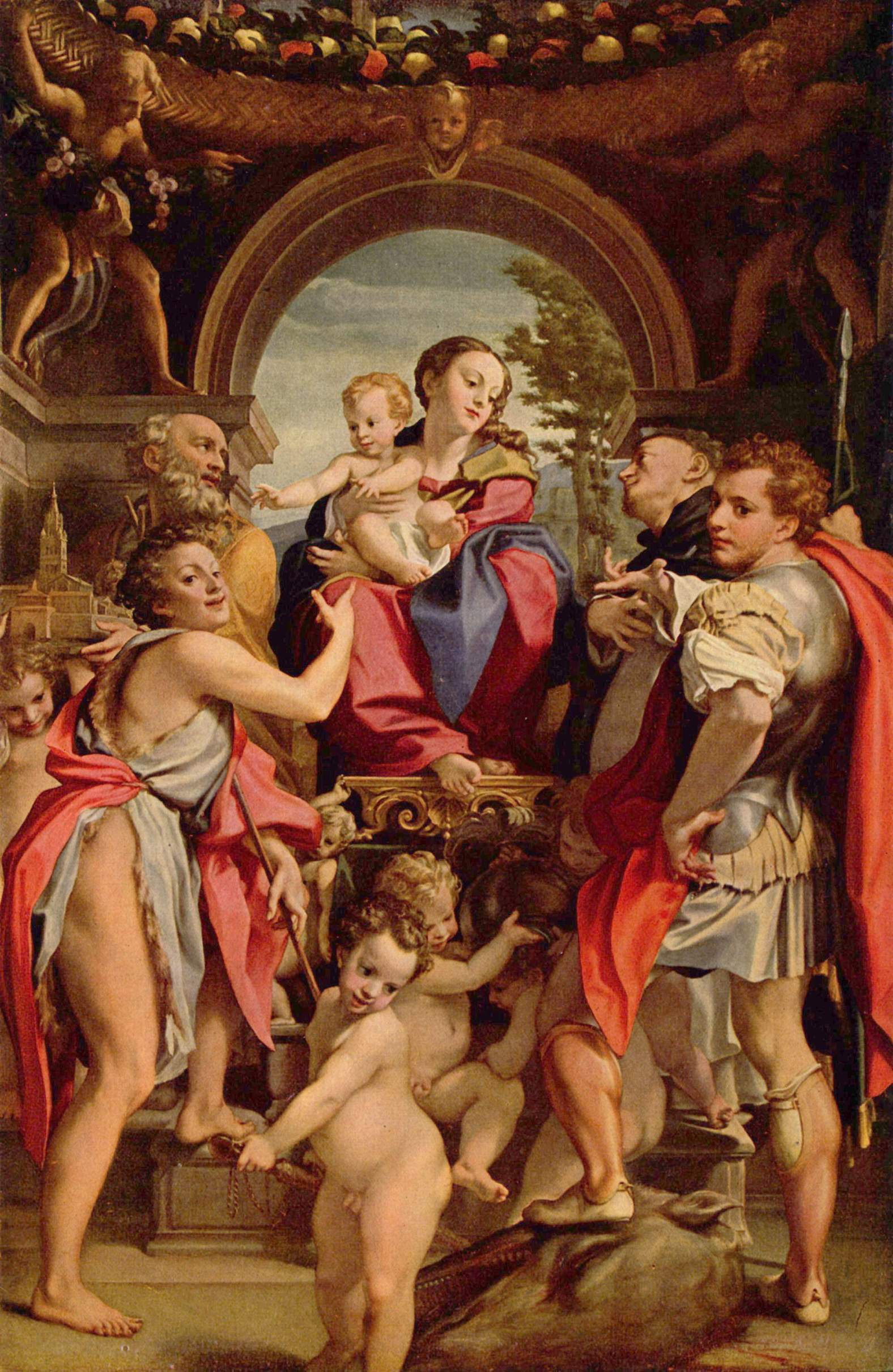
Madonna de Sant Giorgio, de Correggio, 1530.